# Cani da Caccia (costellazione)
I Cani da Caccia (in latino Canes Venatici, abbreviato CVn; nota talvolta anche come I Levrieri) sono una media costellazione dell'emisfero nord; l'astronomo polacco Johannes Hevelius formò questa costellazione nel 1687 con stelle che precedentemente erano state considerate facenti parte dell'Orsa Maggiore.

## Caratteristiche

La Galassia Vortice e la sua compagna, una delle galassie più famose della volta celeste.

I Cani da Caccia sono due cani che il Boote tiene al guinzaglio e che tentano di attaccare alle zampe l'Orsa Maggiore. Il cane più meridionale è rappresentato dalle due stelle più brillanti della costellazione, Alfa e Beta dei Cani da Caccia.
La costellazione si individua con facilità, trovandosi poco a sud della coda dell'Orsa Maggiore (il "timone" del Grande Carro); contiene alcune stelle di quarta magnitudine, ma per il resto è molto debole e la sua estensione è piuttosto ridotta. Nella sua direzione sono però osservabili molte galassie brillanti e ben note.
Dall'emisfero boreale si presenta circumpolare fino alle latitudini temperate medie; il periodo migliore per la sua osservazione nel cielo serale va però da gennaio a settembre, con un massimo nei mesi primaverili, quando raggiunge il culmine nelle ore dopo il tramonto. Dall'emisfero sud è ben visibile solo alle latitudini tropicali e, in parte, da quelle temperate più basse; la sua osservazione è però limitata ai soli mesi autunnali australi (da marzo a giugno).

### Stelle principali
- La stella α Canum Venaticorum è nota come Cor Caroli, il Cuore di Carlo, in onore del re Carlo II d'Inghilterra; si tratta di una stella bianca di magnitudine 2,89, distante 110 anni luce.
- β Canum Venaticorum (Asterion) è una stella gialla di magnitudine 4,24, distante 27 anni luce.
- Y Canum Venaticorum, nota anche come La Superba, è una stella variabile di magnitudine media 5,42; dista 710 anni luce.

### Stelle doppie
Fra le stelle doppie presenti nella costellazione ve ne sono alcune osservabili anche con piccoli strumenti.
- Cor Caroli è una coppia di stelle molto semplice da risolvere con un piccolo telescopio: è formata da una stella di magnitudine 2,9 e una di quinta, separate da quasi 20"; la primaria è biancastra, mentre la compagna è di un colore giallo-verdastro.
- 2 Canum Venaticorum è un'altra coppia alla portata di piccoli strumenti: la primaria è una stella rossa di quinta grandezza e la secondaria è gialla e di ottava magnitudine; le due stelle sono separate da 11".

| Principali stelle doppie |                                          |                                          |             |             |                                 |           |
| Nome                     | Coordinate equatoriali all'epoca J2000.0 | Coordinate equatoriali all'epoca J2000.0 | Magnitudine | Magnitudine | Separazione (in secondi d'arco) | Colore    |
| Nome                     | AR                                       | Dec                                      | A           | B           | Separazione (in secondi d'arco) | Colore    |
| 2 Canum Venaticorum      | 12h 26m 08s                              | +40° 39′ 37″                             | 5,66        | 8,77        | 11,4                            | r + g     |
| HD 108574                | 12h 28m 04s                              | +44° 47′ 40″                             | 7,4         | 8,0         | 10                              | g + g     |
| Cor Caroli               | 12h 56m 02s                              | +38° 19′ 06″                             | 2,90        | 5,60        | 19,4                            | b + verde |
| 25 Canum Venaticorum     | 13h 37m 28s                              | +36° 17′ 42″                             | 5,01        | 6,91        | 1,8                             | b + verde |

### Stelle variabili
La costellazione ospita alcune stelle variabili osservabili anche con piccoli strumenti.
Fra le numerose Mireidi la più cospicua è la R Canum Venaticorum, che in circa undici mesi oscilla fra le magnitudine 6,5 e 12,9; quando è al massimo è al limite estremo della visibilità a occhio nudo in una notte particolarmente limpida e buia. T Canum Venaticorum è anch'essa Mireide e oscilla fra la settima e la dodicesima grandezza in un periodo di circa sette mesi.
α² Canum Venaticorum è il prototipo di una particolare classe di variabili pulsanti associate a un forte campo magnetico; le sue oscillazioni sono dell'ordine di un decimo di magnitudine o poco più.
RS Canum Venaticorum è una variabile a eclisse, prototipo di una particolare classe di questo tipo di variabili che mostrano ampie oscillazioni in luminosità.
| Principali stelle variabili |                                          |                                          |             |             |                  |                                   |
| Nome                        | Coordinate equatoriali all'epoca J2000.0 | Coordinate equatoriali all'epoca J2000.0 | Magnitudine | Magnitudine | Periodo (giorni) | Tipo                              |
| Nome                        | AR                                       | Dec                                      | Max.        | Min.        | Periodo (giorni) | Tipo                              |
| R Canum Venaticorum         | 13h 48m 57s                              | +39° 32′ 33″                             | 6,5         | 12,9        | 328,53           | Mireide                           |
| T Canum Venaticorum         | 12h 30m 13s                              | +31° 30′ 12″                             | 7,6         | 12,6        | 209,09           | Mireide                           |
| U Canum Venaticorum         | 12h 47m 20s                              | +30° 22′ 28″                             | 8,8         | >12,5       | 345,65           | Mireide                           |
| V Canum Venaticorum         | 13h 19m 28s                              | +45° 31′ 38″                             | 5,86        | 6,24        | 34,827           | Mireide                           |
| La Superba                  | 12h 45m 08s                              | +25° 26′ 25″                             | 6,52        | 8,56        | 191,89           | Semiregolare (Stella al carbonio) |
| RS Canum Venaticorum        | 13h 10m 37s                              | +35° 56′ 06″                             | 7,93        | 9,14        | 4,7979           | Eclisse (Prot. RS CVn)            |
| TU Canum Venaticorum        | 12h 54m 57s                              | +47° 11′ 48″                             | 5,55        | 6,6         | 50:              | Semiregolare                      |
| α² Canum Venaticorum        | 12h 56m 02s                              | +38° 19′ 06″                             | 2,84        | 2,98        | 5,4694           | Pulsante (Prot. α2 CVn)           |

## Oggetti del cielo profondo

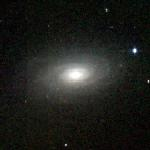
La Galassia Girasole (M63).

La costellazione giace lontano dai campi stellari della Via Lattea, pertanto è quasi completamente priva di oggetti appartenenti alla nostra Galassia; l'unico oggetto presente è M3, un ammasso globulare mediamente concentrato fra i più luminosi, essendo il secondo per brillantezza in tutto l'emisfero boreale e il sesto di tutta la volta celeste. Quest'ammasso è già visibile con un binocolo.
Gli oggetti esterni alla Via Lattea invece abbondano notevolmente: si tratta di galassie brillanti, al punto che ben quattro sono state osservate e catalogate da Charles Messier. Il più famoso di tutti è la celebre Galassia Vortice (M51), una galassia spirale interagente molto brillante; la vista della galassia è di faccia, pertanto sono perfettamente osservabili le sue strutture a spirale, ricche di regioni di formazione stellare. Si tratta di uno degli oggetti più fotografati del cielo.
Un'altra celebre galassia è la Galassia Girasole (M63), visibile in prospettiva ma sufficientemente inclinata da poterne osservare la struttura dei bracci, i quali appaiono numerosi e molto ben avvolti. M94 possiede invece un aspetto quasi lenticolare, con un bulge molto brillante; nel suo disco sono note molte regioni di formazione stellare. M106 si trova sul confine con l'Orsa Maggiore; è una galassia di Seyfert, un particolare tipo di galassia attiva in cui si sospetta l'esistenza di un buco nero supermassiccio centrale che con il tempo potrebbe fagocitare l'intera galassia.
Fra le altre galassie spicca NGC 4631, che appare come un lungo fuso poiché è vista perfettamente di taglio; si individua verso il confine con la Chioma di Berenice.
| Principali oggetti non stellari |                                          |                                          |                   |             |                                        |                   |
| Nome                            | Coordinate equatoriali all'epoca J2000.0 | Coordinate equatoriali all'epoca J2000.0 | Tipo              | Magnitudine | Dimensioni apparenti (in primi d'arco) | Nome proprio      |
| Nome                            | AR                                       | Dec                                      | Tipo              | Magnitudine | Dimensioni apparenti (in primi d'arco) | Nome proprio      |
| NGC 4151                        | 12h 10m :                                | +39° 24′ :                               | Galassia          | 10,2        | 6,3 x 4,5                              |                   |
| NGC 4214                        | 12h 15m :                                | +36° 20′ :                               | Galassia          | 9,8         | 8,5 x 6,6                              |                   |
| M106                            | 12h 19m :                                | +47° 18′ :                               | Galassia          | 8,4         | 18,6 x 7,2                             |                   |
| NGC 4449                        | 12h 28m :                                | +44° 06′ :                               | Galassia          | 9,8         | 6,2 x 4,4                              |                   |
| NGC 4490                        | 12h 30m :                                | +41° 39′ :                               | Galassia          | 9,8         | 6,3 x 3,1                              |                   |
| NGC 4631                        | 12h 42m :                                | +32° 32′ :                               | Galassia          | 9,1         | 15,5 x 2,7                             |                   |
| M94                             | 12h 50m :                                | +41° 07′ :                               | Galassia          | 9,1         | 11,2 x 9,1                             |                   |
| NGC 5003                        | 13h 09m :                                | +43° 44′ :                               | Galassia          | 14,5        | 1,14 x 0,78                            |                   |
| NGC 5005                        | 13h 10m :                                | +37° 04′ :                               | Galassia          | 10,3        | 5,8 x 2,8                              |                   |
| NGC 5033                        | 13h 13m :                                | +36° 36′ :                               | Galassia          | 10,1        | 10,7 x 5,0                             |                   |
| M63                             | 13h 16m :                                | +42° 02′ :                               | Galassia          | 9,3         | 10,0 x 6,0                             | Galassia Girasole |
| M51                             | 13h 30m :                                | +47° 12′ :                               | Galassia          | 9,0         | 11,2 x 6,9                             | Galassia Vortice  |
| M3                              | 13h 42m :                                | +28° 23′ :                               | Ammasso globulare | 6,2         | 18                                     |                   |

## Storia

Da sinistra a destra, la Corona Boreale, l'obsoleto Quadrante Murale, il Boote, con i Cani da Caccia al ghuinzaglio, e la Chioma di Berenice, in una riproposizione della mappa di Johann Bode.

La costellazione risale alla fine del Seicento. Hevelius diede alla stella più brillante il nome Cor Caroli, il "Cuore di Carlo"; questo appellativo le fu dato da sir Charles Scarborough, medico alla corte del re Carlo II. Scarborough sostenne che la stella brillò di una luce particolarmente intensa la notte del 29 maggio 1660, quella in cui Carlo II ritornò a Londra in seguito alla restaurazione della monarchia.
Questa circostanza ha causato una certa confusione riguardo alla quale la stella dovrebbe commemorare il re Carlo, ma non può che riferirsi al primo re Carlo, poiché fu indicata per la prima volta in una carta celeste nel 1673 dal cartografo inglese Francis Lamb con il nome di Cor Caroli Regis Martyris (Il cuore del re Carlo martire), con riferimento al fatto che re Carlo I era stato decapitato. Lamb e altri, uno dei quali l'inglese Edward Sherburne nel 1675, disegnarono attorno alla stella un cuore sormontato da una corona, facendola diventare una piccola costellazione.
La stella Beta si chiama Chara, dal greco «gioia», il nome che Hevelius diede al cane più meridionale. Quello a nord, chiamato Asterion (stellato), è segnato solamente da una piccola quantità di stelle poco brillanti. Bode disegnò i cani con i rispettivi nomi scritti sui collari.